# Палеолого Дзаккариа
Палеолого Дзаккариа (итал. Paleologo Zaccaria, ум. 1314) — сеньор Хиоса в 1307—1314 гг.

## Биография
Палеолого был сыном правителя Фокеи, Хиоса и прилагающих островов Бенедетто I Дзаккарии. О нём сохранилось очень мало сведений. Известно, что после смерти отца он унаследовал островные владения и правил ими до своей смерти в 1314 году. Он был бездетным, и после его смерти власть в Хиосе приняли двоюродные племянники Бенедетто I — Мартино и Бенедетто II Дзаккариам.